# سیاوش حق‌نظری
سیاوش حق‌نظری (زادهٔ ۱۲ مرداد ۱۳۷۴) بازیکن فوتبال اهل ایران است که در پست هافبک هجومی برای باشگاه فوتبال استقلال دوشنبه  بازی می‌کند.